# 野田修一郎
野田修一郎（のだ しゅういちろう、1931年（昭和6年）- 1993年（平成5年）は、日本の画家。日本画家。

## 略歴
山梨県甲府市鍛冶屋町（甲府市中央）に生まれる。戦後に上京し、私立麻布中学校で日本画家の山田申吾に学ぶ。1951年（昭和26年）に東京藝術大学日本画科へ入学する。同期には日本画家の鈴木美江がいる。1974年（昭和49年）の第六回日展で特選となる。以来出展を続け、1984年（昭和59年）には日展で再び特選を受賞し、日展を中心として活躍する。ほか、日春展日春賞・奨励賞を受賞する。
野田は生涯にわたって馬を得意なモチーフとして描いており、代表作に《雪原》（1982年）がある。作品の一部は山梨県立美術館に収蔵され、1989年（平成元年）には同館で「郷土作家シリーズⅠ 野田修一郎展」が開催された。